# Brigitte Kepplinger

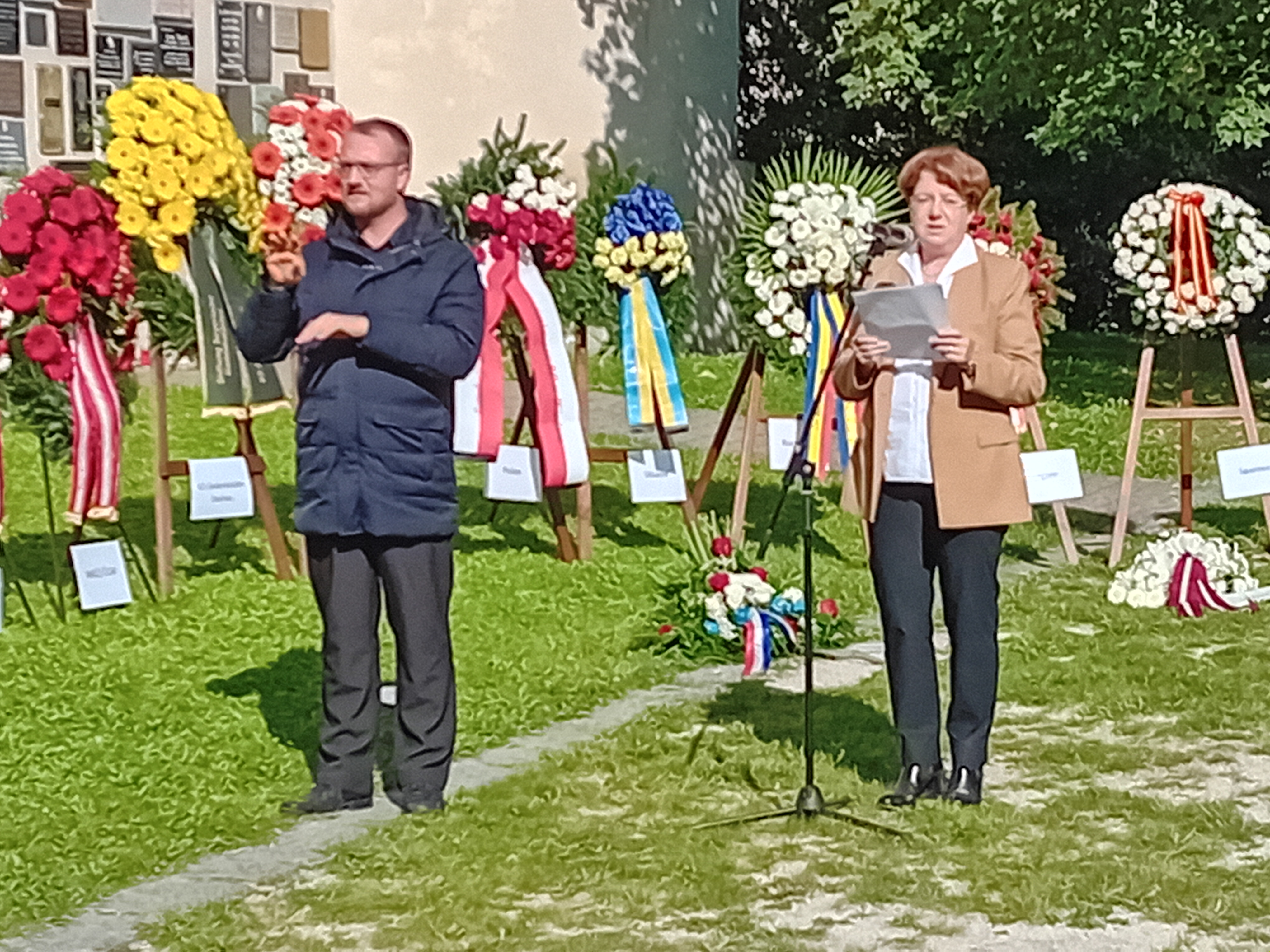
Brigitte Kepplinger begrüßt am 1. Oktober 2023 als Obfrau des Vereins Schloss Hartheim die Gäste der Gedenkfeier in der ehemaligen Tötungsanstalt Hartheim

Brigitte Kepplinger (* 1952) ist eine österreichische Soziologin und Historikerin.

## Leben
Brigitte Kepplinger begann 1980 mit ihrer Lehrtätigkeit sowohl an der Universität Linz als auch im Bereich der Erwachsenenbildung. 1986 bis 1987 arbeitete sie an der Oberösterreichischen Landesausstellung „Arbeit, Mensch, Maschine“ im Museum Arbeitswelt Steyr mit. Bis zu ihrer Pensionierung war sie wissenschaftliche Mitarbeiterin am Institut für Gesellschafts- und Sozialpolitik der Universität Linz. Sie ist Gründungsmitglied des Vereins „Schloss Hartheim“, dessen Obfrau sie ist.
Am 24. Oktober 2012 erhielt Brigitte Kepplinger von Landeshauptmann Josef Pühringer den Titel „Konsulentin für Wissenschaft des Landes Oberösterreich“.

## Publikationen (Auswahl)

### Monographien
- Brigitte Kepplinger, Josef Weidenholzer: Die Rekonstruktion der Sozialdemokratie in Linz 1945–1950. In: Entnazifizierung und Wiederaufbau in Linz (= Historisches Jahrbuch der Stadt Linz 1995). Linz 1996, S. 13–67 (ooegeschichte.at [PDF]).
- Brigitte Kepplinger, Reinhard Kannonier (Hrsg.): Irritationen. Die Wehrmachtsausstellung in Linz. Sandkorn science, Grünbach 1997, 240 Seiten.
- Brigitte Kepplinger, Gerhart Marckhgott, Hartmut Reese: Tötungsanstalt Hartheim (= Oberösterreich in der Zeit des Nationalsozialismus. Band 3). 3. Auflage, Linz 2013.
- Brigitte Kepplinger, Josef Weidenholzer: Februar 1934 in Oberösterreich. „Es wird nicht mehr verhandelt …“. Verlag Bibliothek der Provinz, 2009.

### Beiträge in Zeitschriften und Sammelbänden
- ... nie kämpft es sich schlecht für Freiheit und Recht. Der 12. Februar 1934 in Oberösterreich. In: Die Pflicht zum Widerstand. Festschrift Peter Kammerstätter (= Veröffentlichungen des Ludwig Boltzmann Institurs für Geschichte der Arbeiterbewegung). Wien/München/Zürich 1986, S. 61–109.
- Die Entwicklung des sozialen Wohnbaus in Oberösterreich bis 1945. In: Arbeit / Mensch / Maschine. OÖ. Landesausstellung Steyr. Linz 1987, S. 205–212.
- Arbeiterwohnbau in Linz 1850–1945. Ein historischer Überblick. In: Brigitte Kepplinger (Hrsg.): Wohnen in Linz. Zur Geschichte des Linzer Arbeiterwohnbaues von den Anfängen bis 1945 (= Kulturstudien. Bibliothek der Kulturgeschichte. Sonderband 5). Böhlau, Wien/Köln/Graz 1989, S. 1–101.
- Brigitte Kepplinger (Hrsg.): Der Aufstieg zur Massenpartei. Ein Lesebuch zur österreichischen Sozialdemokratie 1889–1918. Löcker, Wien 1990, 255 Seiten.
- Nationalsozialistische Wohnbaupolitik in Oberösterreich. In memoriam Karl R. Stadler. In: Rudolf G. Ardelt, Hans Hautmann (Hrsg.): Arbeiterschaft und Nationalsozialismus (= Veröffentlichungen des Ludwig Boltzmann Instituts für Geschichte der Arbeiterbewegung). Wien/Zürich 1990, S. 265–287.
- Hartheim in der oberösterreichischen Erinnerung. Eine Spurensuche. In: Zeitgeschichte im Wandel. 3. Österreichischer Zeitgeschichtetag 1997. Innsbruck/Wien 1998, S. 346–352.
- Fürsorgeakten als historische Quelle. Die Betreuungsakten des Linzer Jugendamtes (1918–1950). In: Walter Schuster, Maximilian Schimböck, Anneliese Schweiger (Hrsg.): Stadtarchiv und Stadtgeschichte. Forschungen und Innovationen. Festschrift für Fritz Mayrhofer zur Vollendung seines 60. Lebensjahres (= Historisches Jahrbuch der Stadt Linz 2003/2004). Linz 2004, S. 303–309 (ooegeschichte.at [PDF]).
- Oberösterreich vom Ersten Weltkrieg bis zur Gegenwart. Innsbruck 2011, 160 Seiten.
- Die Europäische Kulturhauptstadt Linz 2009 und ihr Zeitgeschichteprogramm. In: Ferdinand Opll, Walter Schuster (Hrsg.): Stadtkultur – Kultur(haupt)stadt (= Beiträge zur Geschichte der Städte Mitteleuropas 23). Wien 2012, S. 221–274.
- Die Tötungsanstalt Hartheim 1940–1945. In: Brigitte Kepplinger, Gerhart Marckhgott, Hartmut Reese (Hrsg.): Tötungsanstalt Hartheim. 3. Auflage. Linz 2013, S. 63–116 (antifa-info.at [PDF; 197 kB; abgerufen am 21. Februar 2020]).